# Chim sấm

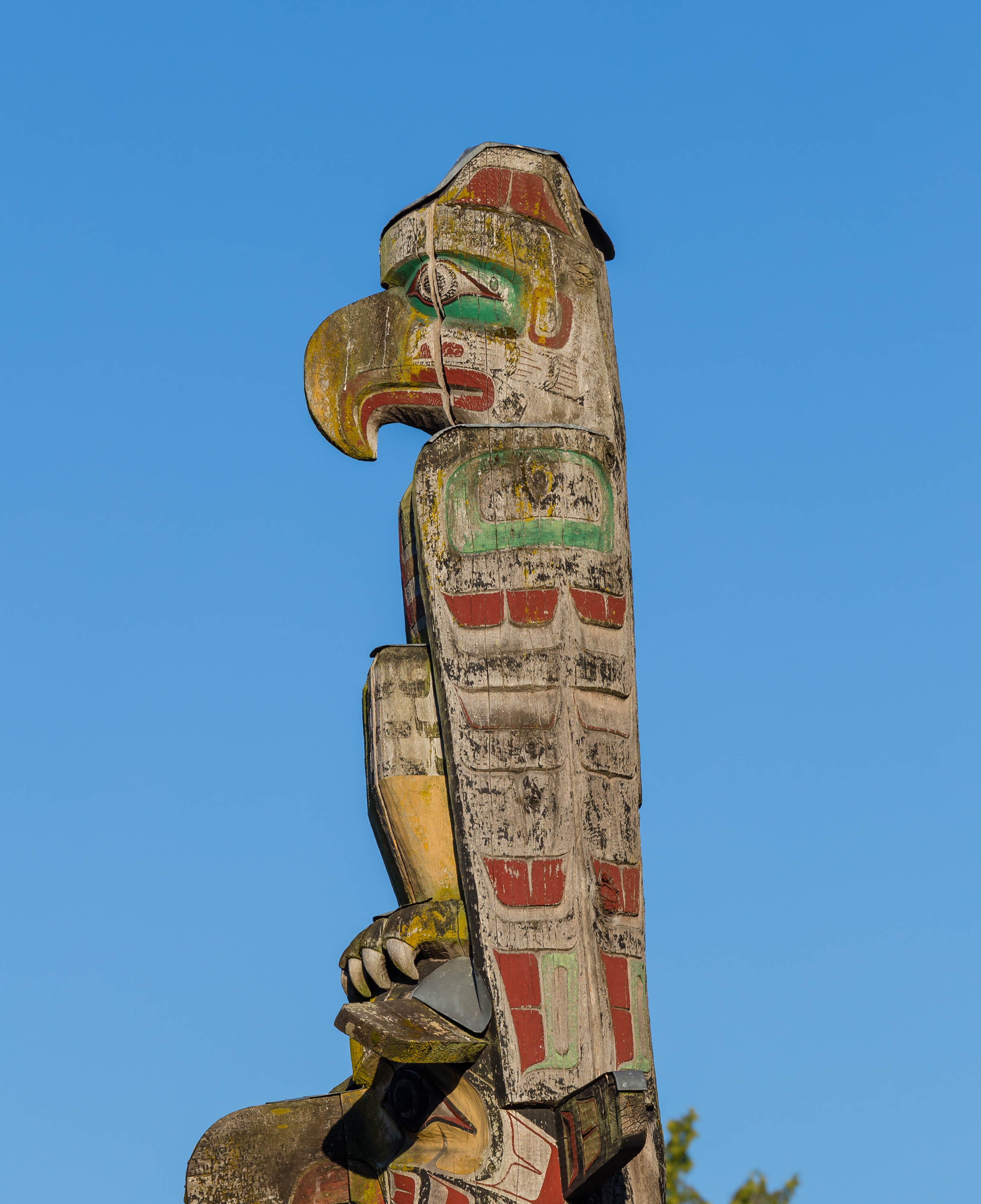
Một con chim sấm trên cột vật tổ

Chim sấm (Thunderbird) hay Lôi điểu là một sinh vật huyền thoại trong văn hóa và dã sử của người da đỏ bản địa ở Bắc Mỹ, chúng thường được tạo hình trên những cột Totem (cột tổ vật). Chúng là một loài sinh vật khổng lồ, nom giống chim nhưng không hoàn toàn là chim, và khi loài chim này xuất hiện trên bầu trời, người ta lại nghe thấy những tiếng sấm vang lên. Chim sấm là loài vật linh thiêng trong tín ngưỡng của người da đỏ, được miêu tả nhiều trong các tác phẩm nghệ thuật, các bài hát hay ghi chép của các nhà sử học về nét văn hóa các dân tộc miền Tây Nam Mỹ. Truyền thuyết về loài chim sấm hiện diện trong nền văn hóa của suốt dải Trung Tây châu Mỹ và được lưu truyền ở những bộ lạc người Mỹ bản xứ từng sống và vẫn còn sinh sống, mỗi bộ lạc da đỏ lại miêu tả chim sấm theo hình dáng khác nhau. 

## Quan niệm
Vùng thảo nguyên Lakota, chim sấm được tôn làm những sinh vật thần bí, hiện thân của Đấng Tối cao tạo ra vạn vật. Bộ lạc da đỏ thuộc Liên minh Iroquois ở phía Bắc gọi bằng cái tên "Hino", có nghĩa là "người giám hộ bầu trời và linh hồn của sấm sét", loài chim sấm có thể hóa thân thành hình dạng con người khi cần. Bộ lạc Miami khi họ đang chiến đấu với kẻ thù truyền kiếp là người Mestchegami, đột nhiên các quái thú Piasa (tên khác của chim sấm) lao từ trong hang ra, bắt mất vị thủ lĩnh của họ. Và, bộ lạc này cho rằng Đấng Tối cao đã gửi Piasa xuống trợ giúp cho kẻ thù của họ, ý muốn họ buộc phải thua trận đánh đó.
Nhóm người Sioux (bộ lạc Brule Sioux) ở miền Tây Nam tiểu bang Nam Dakota có một truyền thuyết về loài chim sấm tên là "Wakinyan Tanka" có nghĩa là "Loài Chim sấm Vĩ Đại", đây là một loài chim siêu nhiên với quyền lực và sức mạnh của đấng tối cao có thể tạo ra những cơn bão trong khi bay nhằm đem tới sự sống cho những vùng đất cằn cỗi và có khả năng dự cảm trước nguy hiểm. Thunderbird được mô tả là có cái đầu của đại bàng, tương tự với loài Hippogriff, nó có ba đôi cánh to và mạnh mẽ, bộ lông óng ánh với hoa văn giống như các đám mây. Thunderbird được biết là có thể thay đổi màu sắc khi nó triệu hồi bão, lông vũ óng ánh của nó chuyển từ các màu sắc khác nhau từ vàng sang màu xanh điện, xám, bạc, trắng và thậm chí là xanh da trời sẫm, từ mỏ và mắt của chúng phát ra rất nhiều các tia sét.
Trong thần thoại của bộ lạc Penobscot và Abenaki ở Maine (vùng phía đông Mỹ và Canada), tồn tại con Chim Sấm thần thánh tên Pamola là thực thể đầy quyền năng của sấm sét, bão tố và giá lạnh. Pamola thường được mô tả có phần đầu như 1 con nai sừng tấm, thân hình của một người đàn ông lực lưỡng, phần chân và cánh của loài đại bàng. Con chim thần này sống trên đỉnh núi Katahdin là đỉnh núi cao nhất trong phạm vi sinh sống của người Abenaki, với người dân thì đỉnh núi Katahdin là nơi cấm kỵ. Họ cũng thường hiến tế thực phẩm cho Pamola để được mưa thuận gió hòa, và không phải hứng chịu cơn thịnh nộ của Pamola. Có những ý kiến cho rằng bản sao của loài thằn lằn sấm Ramphorhyneus (loài sinh vật có mối liên hệ với chim, quái thú và bò sát). 